# آرثر دبليو. لين
آرثر دبليو. لين (بالإنجليزية: Arthur William Lyne)‏ هو سياسي بريطاني (وحمل سابقاً جنسية المملكة المتحدة لبريطانيا العظمى وأيرلندا)، ولد في 21 يوليو 1884، وتوفي في 30 ديسمبر 1971. حزبياً، نشط في حزب العمال. في الانتخابات العامة في المملكة المتحدة 1945 ‏، انتخب عضو برلمان المملكة المتحدة الـ38 عن دائرة برتون (5 يوليو 1945 – 3 فبراير 1950).